# Lucie Luštincová
Lucie Luštincová (* 28. srpna 1993) je česká skialpinistka a mistryně ČR, juniorská mistryně ČR a juniorská vítězka Českého poháru ve skialpinismu.
Je zaměstnána v rodinné firmě LUSTi, kde testuje a půjčuje lyže.

## Výkony a ocenění

### Závodní výsledky
| Mistrovství České republiky ve skialpinismu | Mistrovství České republiky ve skialpinismu | Mistrovství České republiky ve skialpinismu | Mistrovství České republiky ve skialpinismu | Mistrovství České republiky ve skialpinismu |
| Rok                                         | 2013                                        | 2015                                        | 2016                                        | 2017                                        |
| ------------------------------------------- | ------------------------------------------- | ------------------------------------------- | ------------------------------------------- | ------------------------------------------- |
| juniorky                                    | 1                                           | —                                           | —                                           | —                                           |
| ženy                                        | —                                           | 3                                           | 1                                           | 2                                           |

| Český pohár ve skialpinismu | Český pohár ve skialpinismu | Český pohár ve skialpinismu | Český pohár ve skialpinismu | Český pohár ve skialpinismu |
| Rok                         | 2013                        | 2015                        | 2016                        | 2017                        |
| --------------------------- | --------------------------- | --------------------------- | --------------------------- | --------------------------- |
| juniorky                    | 1                           | —                           | —                           | —                           |
| ženy                        | —                           | x                           | x                           | x                           |

běh
- vítězka Slezského maratonu 2014
- 2. místo na Nezmar Sky Marathonu 2014